# Pakašnica
Pakašnica (izvirno srbsko Пакашница) je naselje v Srbiji, ki upravno spada pod Občino Kruševac; slednja pa je del Rasinskega upravnega okraja.

## Demografija
V naselju živi 1501 polnoletni prebivalec, pri čemer je njihova povprečna starost 37,0 let (36,6 pri moških in 37,3 pri ženskah). Naselje ima 614 gospodinjstev, pri čemer je povprečno število članov na gospodinjstvo 3,14.
To naselje je, glede na rezultate popisa iz leta 2002, večinoma srbsko, a v času zadnjih 3 popisov je opazen porast števila prebivalcev.
|  |

| Demografija | Demografija     | Demografija     |
| Leto        | Št. prebivalcev | Št. prebivalcev |
| ----------- | --------------- | --------------- |
|             |                 |                 |
|             |                 |                 |
|             |                 |                 |
|             |                 |                 |
| 1948        | 527             |                 |
| 1953        | 585             |                 |
| 1961        | 725             |                 |
| 1971        | 938             |                 |
| 1981        | 1040            |                 |
| 1991        | 1307            | 1267            |
| 2002        | 1979            | 1929            |
|             |                 |                 |

| Etnična sestava po popisu iz leta 2002 | Etnična sestava po popisu iz leta 2002 | Etnična sestava po popisu iz leta 2002 | Etnična sestava po popisu iz leta 2002 | Etnična sestava po popisu iz leta 2002 |
| -------------------------------------- | -------------------------------------- | -------------------------------------- | -------------------------------------- | -------------------------------------- |
| Srbi                                   | Srbi                                   |                                        | 1.884                                  | 97,66%                                 |
| Črnogorci                              | Črnogorci                              |                                        | 19                                     | 0,98%                                  |
| Romi                                   | Romi                                   |                                        | 6                                      | 0,31%                                  |
| Muslimani                              | Muslimani                              |                                        | 3                                      | 0,15%                                  |
| Rusi                                   | Rusi                                   |                                        | 2                                      | 0,10%                                  |
| Ukrajinci                              | Ukrajinci                              |                                        | 1                                      | 0,05%                                  |
| Makedonci                              | Makedonci                              |                                        | 1                                      | 0,05%                                  |
| Neznano                                | Neznano                                |                                        | 12                                     | 0,62%                                  |